# Lola Brah
Lola Brah (Viatka, Rusia, 1 de julio de 1920 — São Paulo, 14 de julio de 1981) fue una actriz de cine y de televisión.
Originaria de la Unión Soviética con el nombre de Элеонора Беинарожиц (transliteración del cirílico Eleonora Beinarovicz), viajó al Brasil con la familia en 1933, y se naturalizaría brasileña en 1948.
En 1953, debutó en el cine brasileño en la comedia "Uma pulga na balança" y posteriormente hizo filmes importantes como "Floradas na serra", "Ravina", "Estranho encontro", y "Fronteiras do inferno", "Palácio de Vênus" (1980).
Por el filme de Walter Hugo Khouri, "Estranho encontro", ganó los premios "Gobernador del Estado" y el Saci a la mejor actriz del año.
Bonita y sofisticada, se manifestaba en el género de "femme fatale". Otros filmes importantes en su carrera fueron: "Bahia de Todos os Santos", "O Bandido da Luz Vermelha", "Paixão na praia", "A Marcha", "Mestiça, a escrava indomável", "Ainda Agarro Esta Vizinha" (en el papel de Olga, la cafetinera), "Noite em chamas", y "O Estripador de mulheres".
En TV realizó una telenovela "A Cabana do Pai Tomás" y varios teleteatros para la TV Cultura.

## Honores

### Eponimia
- Plaza Lola Brah[4]